# Lev Tauson
Lev Vladimirovitch Tauson (en russe : Лев Владимирович Таусон) est un géologue soviétique, né le 27 octobre 1917 à Kamychlov, Gouvernement de Perm (modern oblast de Sverdlovsk) et mort le 23 novembre 1989 à Irkoutsk.

## Carrière
L. V. Tauson est diplômé de l'université de Moscou en 1947 et commence à travailler à l'Institut de géochimie et de chimie analytique de l'Académie des sciences d'URSS, la même année. En 1960, il devient directeur de l'Institut de géochimie de la division sibérienne de l'Académie des sciences d'URSS à Irkoutsk. Ses principaux travaux traitent de la géochimie des éléments rares des roches ignées et la géochimie des zones de minerai confinées à des fractures abyssales.

## Hommages
Une espèce minérale lui est dédiée : la tausonite.